# Untergiesing-Harlaching
Untergiesing-Harlaching est un des vingt-cinq secteurs de la ville allemande de Munich.

## Lieux
- Ruisseau de l'Auer Mühlbach
- Zoo de Munich
- Roseraie d'Untergiesing

### Articles liés
- Liste des secteurs de Munich